# Mina Robinson
Mina Robinson, active entre 1890 et 1910, est une artiste irlandaise, fondatrice de l'Irish Decorative Art Association,.

## Biographie
Mina Robinson est probablement née à Belfast, mais rien n'est connu au sujet du début de sa vie. À partir des années 1890, Robinson commence à tenir des cours d'art à domicile, dans son quartier de Cliftonville, puis, à partir de 1894 aux Garfield Chambers. Les classes étaient connues sous le nom d'école de pyrogravure de Belfast. C'est à partir de ces classes que l'Irish Decorative Art Association a été créé par Mina Robinson et Eta Lowry.

## Irish Decorative Art Association
L'objectif d'origine de l'association est de promouvoir leur travail ainsi que celui de leurs collègues artistes. En juillet 1894, le groupe a organisé sa première exposition à Portrush, qui est devenue un événement annuel. Cette première exposition a été saluée par le Belfast News Letter. Elle y expose ses dessins de pyrogravures et un coffre de style XVIIe siècle, Lowry présentant l'art de la broderie. En 1895, à l'exposition industrielle et artistique de Belfast, elle expose un banc en chêne décoré. C'est probablement la même pièce qu'elle présente plus tard à l'exposition de l'Arts and Crafts Society of Ireland à Dublin la même année. Il a été conclu qu'un banc qui n'est pas dans les collections de l’Ulster Folk and Transport Museum est probablement cette pièce.
Avec le temps, le champ de l'école s'élargit, avec les membres montrant des chaises, des panneaux, des manteaux de cheminée, des lutrins et des frises. Les premières années, les pièces ont révélé une forte influence de l'Art nouveau mais, à partir des années 1890, des motifs celtiques apparaissent. Certaines des pièces de l'exposition de 1903 ont été achetées par Lady Londonderry, la bienfaitrice du groupe, pour son domaine de Mount Stewart dans le comté de Down. Le succès du groupe a continué, il déménage de Garfield Chambers à Wellington Place en 1910. Après cette date, rien de plus n'est connu au sujet de la vie de Mina Robinson.